# NOTES

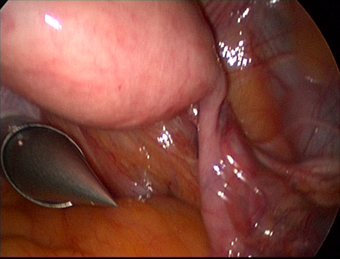
Hybrid-NOTES Operation. Sicht auf den vaginalen Zugang.

Hybrid-NOTES. Transvaginale Bergung nach Magenresektion

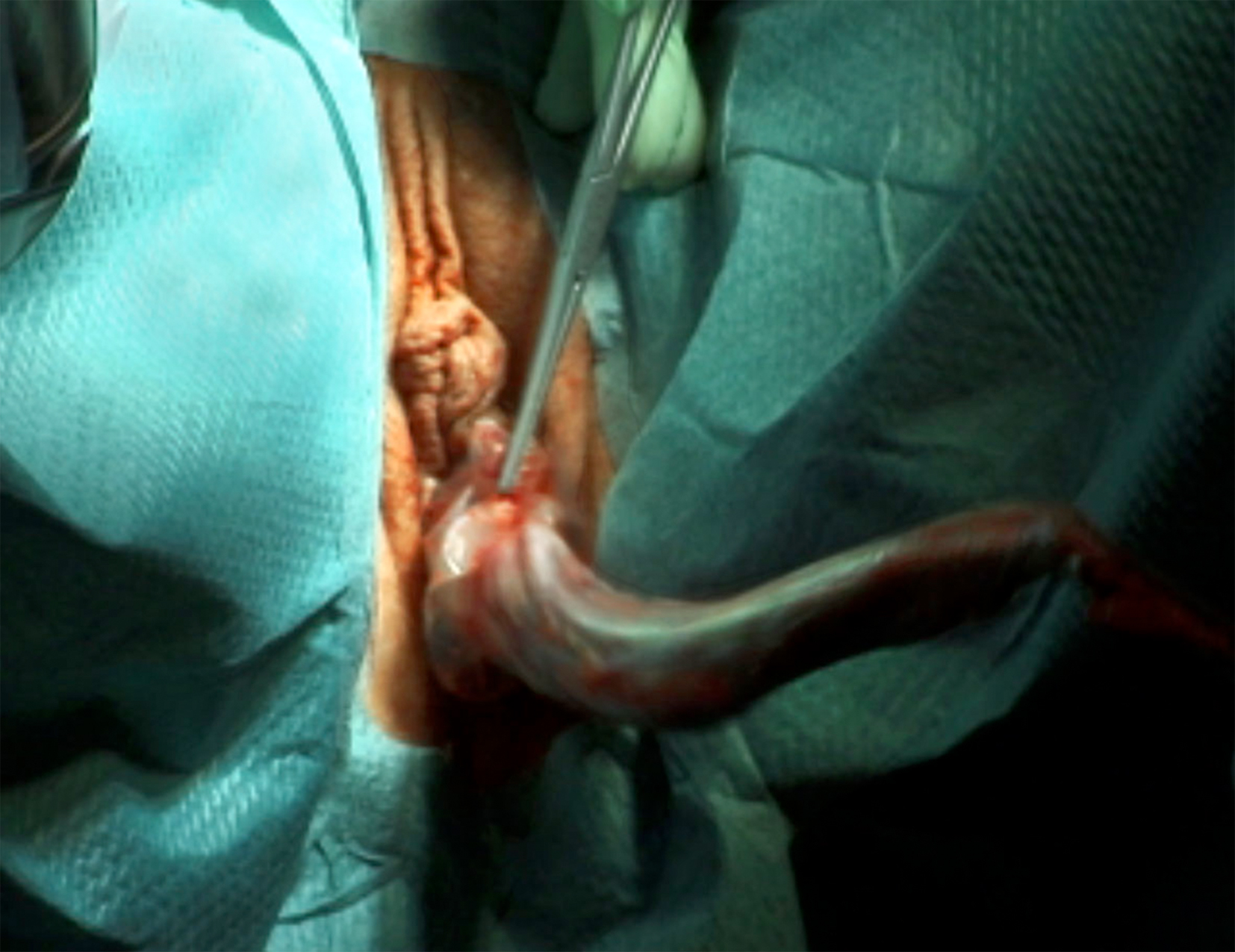
NOTES: Transvaginale Magenresektion. Bergung des Präparates

NOTES ist das Akronym für Natural Orifice Translumenal Endoscopic Surgery (auf Deutsch etwa: endoskopische Operation durch Körperöffnungen). Es handelt sich um ein minimalinvasives Verfahren, das eine Weiterentwicklung der laparoskopischen Chirurgie und der gastroenterologischen Endoskopie darstellt.
Bei der Laparoskopie werden mittels kleiner Schnitte Instrumente in den Körper eingeführt, so werden größere Öffnungen vermieden. NOTES verändert die Technik dahin, dass die Instrumente durch Mund, After, Vulva oder Harnröhre eingeführt werden. Über eine kleine Inzision in Speiseröhre, Magen, Darm, Vagina oder Blase kann der Chirurg das eigentliche Operationsgebiet, beispielsweise die Gallenblase erreichen. Nach erfolgter Operation wird der Einschnitt mit Clips, Gewebeankern, Klammern oder Naht verschlossen.

Die Technik ist im Wesentlichen noch experimentell, wird aber bereits am Menschen durchgeführt. Aktuell kommen praktisch nur Hybridverfahren zur Anwendung, bei denen ein Zugang über die Vagina und ein weiterer Zugang über den Bauchnabel (transumbilical) erforderlich ist. Weitere unbefriedigend gelöste Probleme sind der Wiederverschluss der Eintrittspforte, der häufig unsterile Zugangsweg sowie die zu hohe Flexibilität des Endoskops mit der Folge kein stabiles Widerlager zur Präparation des Operationsgebietes zu haben. Die potentiellen Vorteile der Methode sind nachfolgend aufgeführt: Der Magen verfügt über weniger Schmerzrezeptoren, so dass mit weniger Betäubungsmittel (Anästhetika) gearbeitet werden kann, und die Erholungszeit ist kürzer. Die Magensäure kann eventuell vorhandene Bakterien unschädlich machen. Mit der konventionellen Laparoskopie schwer zugängliche Organe oder Körperregionen, wie das Pankreas und das Mediastinum können unter Umständen mit dieser Methode besser erreicht werden. Darüber hinaus entstehen keine sichtbaren Narben an der Körperoberfläche. Aus diesen Gründen ist die Methode gerade in Südamerika derzeit sehr populär. In Deutschland wurden bis April 2013 insgesamt 2784 Operationen registriert, davon 2696 Operationen in der transvaginalen Hybridtechnik, 35 transgastrisch und 21 mit einem anderen Zugang (NOTES-Register der DGAV: Update 2013 K.Lehmann, DGAV Jahreskongress). Neben Gallenblasenentfernungen erfolgten auch Appendektomien, Dickdarmoperationen und Magenresektionen überwiegend in der Adipositaschirurgie.

Hybrid-NOTES Magenresektion. Bergung des Präparates

Jedoch ist zu beachten, dass bislang nur sehr wenige Eingriffe ganz ohne Hautschnitte durchgeführt werden konnten und dass die transvaginale Hybridtechnik lediglich die Anzahl der Bauchdecken-Inzisionen verringert. Auch liegen naturgemäß keine Langzeitergebnisse oder Berichte über negative Auswirkungen vor.